# Sze-Tsen Hu
Sze-Tsen Hu (em chinês:  胡世楨, também conhecido como Steve Hu; 9 de outubro de 1914 – 6 de maio de 1999) foi um matemático sino-estadunidense, especialista em homotopia.
Hu obteve um bacharelado em 1938 na Universidade Nacional Central em Nanquim, China, e um doutorado em 1947 na University of Manchester, Inglaterra, orientado por Max Newman.
Foi palestrante convidado do Congresso Internacional de Matemáticos em Cambridge, Massachusetts (1950).

## Publicações selecionadas

### Artigos
- «Extension and classification of the mappings of a finite complex into a topological group or an n-sphere». Annals of Mathematics. 50 (1): 158–173. Janeiro de 1949. JSTOR 1969359. doi:10.2307/1969359
- «On generalising the notion of fibre spaces to include the fibre bundles». Proc. Amer. Math. Soc. 1: 756–762. 1950. MR 0038657. doi:10.1090/s0002-9939-1950-0038657-8
- «The equivalence of fiber bundles». Annals of Mathematics. 53: 256–275. 1951. JSTOR 1969542. doi:10.2307/1969542
- «On local structure of finite–dimensional groups». Trans. Amer. Math. Soc. 73: 383–400. 1952. MR 053118. doi:10.1090/s0002-9947-1952-0053118-4
- «The homotopy addition theorem». Annals of Mathematics. 58 (1): 108–122. Julho de 1953. JSTOR 1969822. doi:10.2307/1969822
- «Axiomatic approach to the homotopy groups». Bull. Amer. Math. Soc. 62: 490–504. 1956. MR 0080304. doi:10.1090/s0002-9904-1956-10038-4

### Livros
- Introduction to Homological Algebra. San Francisco: Holden Day. 1968
- Homotopy theory. [S.l.]: Academic Press. 1959[3]
- Threshold Logic. [S.l.]: University of California Press. 1965
- Introduction to General Topology. San Francisco: Holden Day. 1966
- Homology theory. San Francisco: Holden Day. 1966
- Cohomology theory. Chicago: Markham. 1968
- Mathematical Theory of Switching Circuits and Automata. [S.l.]: University of California Press. 1968; 258 pages
- Differentiable Manifolds. New York: Holt, Rinehart and Winston. 1969